# 不老川
不老川（としとらずがわ、ふろうがわ）は、東京都及び埼玉県の主に武蔵野台地上を流れる一級河川。荒川水系新河岸川の支流である。

## 地理
東京都西多摩郡瑞穂町の狭山池の伏流水が水源とされる。瑞穂町二本木の国道16号付近に水路が見られる。そこから北東へ向かって流れ、埼玉県入間市宮寺と藤沢、所沢市林、狭山市入曽（不老川が北入曽と南入曽の境界になっている）と堀兼、川越市今福などを流れ、林川、今福川、久保川などを合わせ、川越市岸町と川越市砂の境界で新河岸川に合流する。流域には河岸段丘が形成されている。高低差があるため、ところどころに落差工がある。

## 歴史
霞川、柳瀬川、黒目川、白子川、石神井川などと並び、かつての古多摩川の名残の一つとされている 。周囲は武蔵野台地に位置し、地下水も低く、水に恵まれないため畑作（狭山茶など）が行われていた。貴重な河川であったことから親しみを込めて「大川」（おおかわ）と呼ばれることもあった。大雨の際には水がすべて不老川に集まるため、しばしば氾濫を起こし、2000年代以降にも河道の拡張工事が行われている。
1983年から3年間連続で「日本一汚い川」になるという不名誉な記録を作った時期もあったが、現在ではその汚名を返上している。市民団体や行政により浄化の取り組みが続いており、小魚や水生昆虫、カルガモなどが生息する程度まで回復している。狭山市の流域においてはしばしば鯉が泳ぐ姿も確認されている。週末になると釣り人も多い。一方、近隣河川や池沼同様に特定外来生物であるウシガエルの生息・繁殖も確認されるようになり、回復しつつある生態系を保全するためこれを駆除するとともに、オタマジャクシや卵の除去作業も続けられている。
元々の読みは「としとらずがわ」であり、江戸時代に編纂された『新編武蔵風土記稿』では「年不取川」の表記を用いている。近代以降「不老川」の表記となったことから音読みの「ふろうがわ」という読みが広まり、現在、一般化している。この川を示す看板には「ふろうがわ」「FURO RIVER」という読み仮名がふられているものもある。

## 流域自治体
東京都
西多摩郡瑞穂町
埼玉県
入間市、所沢市、狭山市、川越市

## 名称の由来

### 「としとらず」の由来

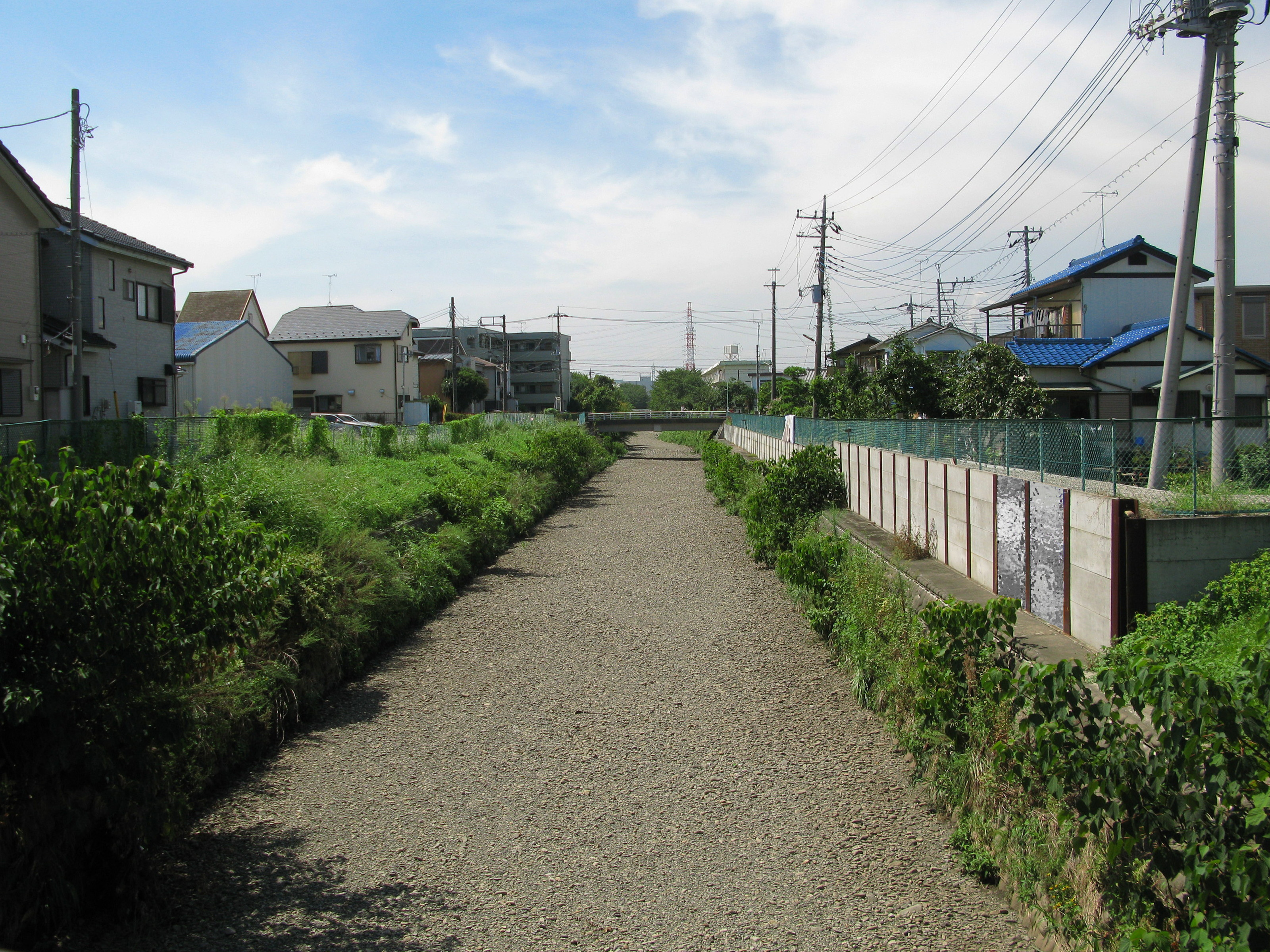
渇水により干上がった不老川

雨が少ない冬になると干上がってしまい、太陰暦における年のはじめ（旧正月・春節）には水が流れなくなる。このため旧暦正月に全員が1歳ずつ年齢を重ねる数え年の習慣における加齢の際にその姿を現さないため「年とらず川」あるいは「年とらずの川」と呼び習わされている。また、干上がった川の橋の下で一晩を過ごすと、歳をとらないといわれる伝承があり、そのことから、「としとらず」川といわれるようになったともされる。生活雑排水が流れ込むようになると水量が増え干上がることはなくなっていたが、生活雑排水が流れ込まなくなってからは水量が減り、現在一部流域では水が干上がることがある。

### 年不取（としとらず）川を詠んだ歌
- 武蔵野や年とらず川に若水を汲程もなく春は来にけり
- 昔し誰わたり初けん武蔵野の若むらさきの年とらず川

江戸期の随筆より。（詠み人は不詳である。）

## 橋梁
- 大橋（埼玉県道・東京都道179号所沢青梅線）
- 名称不明
- 中橋
- 名称不明
- やすらぎ橋
- 大橋
- 名称不明
- 大森橋（大森通り）
- 金井沢橋
- 名称不明
- 富士見橋（浅間山通り）
- 名称不明
- 新藤沢橋（国道463号所沢入間バイパス）
- 藤沢橋（埼玉県道8号川越入間線）
- 藤沢13号橋
- 明ノ沢橋（花みずき通り）
- 新田橋
- 名称不明
- 不老橋
- 名称不明
- 大橋（国道463号）
- 西武池袋線
- 名称不明
- 水野橋
- 不老橋（狭山市道B-340）
- 中原橋（狭山市道B-344）
- 名称不明
- 西武新宿線
- 入曽橋（埼玉県道50号所沢狭山線）
- 新入曽橋（狭山市道B-267）
- 155号橋
- 山王橋（埼玉県道8号川越入間線）
- 山王塚落差工の上の橋
- 東山王橋（狭山市道B-594）
- 156号橋
- 158号橋
- 新権現橋（埼玉県道126号所沢堀兼狭山線）

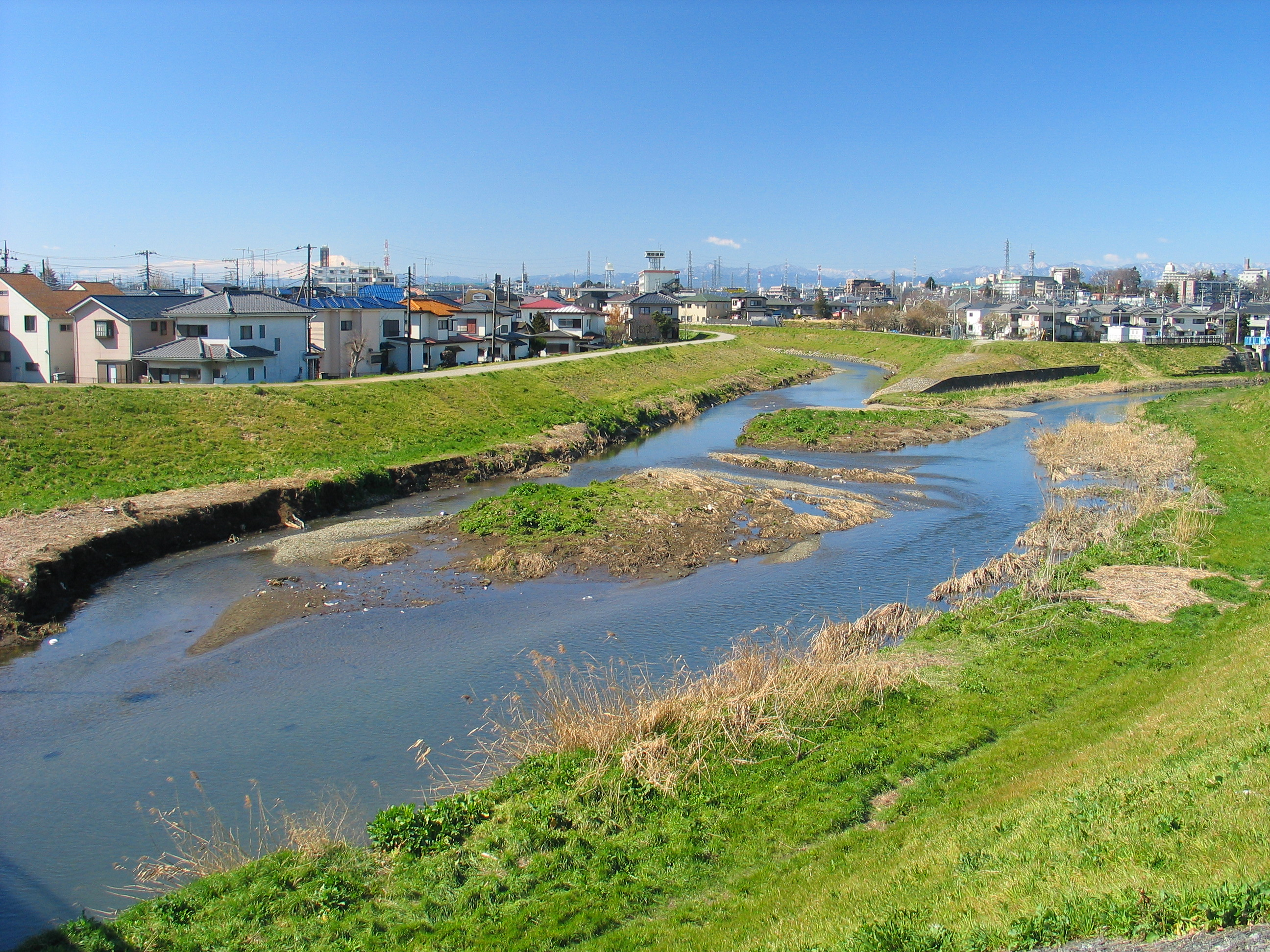
不老川と新河岸川の合流点

- 権現橋（狭山市道幹線第19号線）
- 名称不明
- 草刈橋（狭山市道幹線第57号線）
- 名称不明
- 石橋（狭山市道C-659）
- 不老橋
- 山田橋（埼玉県道6号川越所沢線）
- 今福橋

- 関越自動車道
- 名称不明
- 砂久保橋（埼玉県道8号川越入間線）
- 名称不明
- 浅山橋
- 御代橋
- 不老橋（国道254号）
- 東武東上線
- 新一本橋

## 支流
- 谷川 - 瑞穂町高根の高根山公園付近から庄名川が流れ出し、複数の流れを合わせ、谷川に名前を変える。途中林一丁目付近で林川と分岐する。分岐点より下流は1962年頃に開削されたものである。
- 林川 - 谷川と分岐して流れが始まる。途中で不老川へ短絡する上林川が分岐し、住宅団地造成地内は暗渠化され、武蔵藤沢駅近くでは緑道化されている。東藤沢4丁目付近で暗渠で樽井戸川が合流している。国道463号手前から開渠となった後、県道川越入間線を横断するところからは狭山市道の下に暗渠となり、不老川に合流している。
  - 樽井戸川 - 糀谷八幡湿地から流れ出している。上流部には中根橋、突抜橋などが架かっている。狭山ヶ丘駅付近は緑道化されている。下流部は歩道の下を流れる。
- 今福川 - 川越市今福の明月院周辺から流れ出し、今福交差点付近で歩道の暗渠となった後に開渠となり、宅地を抜けて合流する。
- 久保川 - 三ツ木堀、加佐志堀が合流し久保川となる。三ツ木堀は狭山市立中央中学校付近から流れ出し（源流部は宅地化）、加佐志堀は、狭山市駅東口ロータリー付近から暗渠で流れていたが、区画整理で上流部は消滅している。

## 調節池
- 大森調節池 - 2016年（平成28年）の水害を受け拡張工事中。
- 入曽調節池

## 用水路
入曽用水
- 林川より分水し不老川に合流した用水路。天正年間には存在しており、「大川」と呼ばれた不老川に対し、「小川」（こかわ）と呼ばれたという。明治時代以降上水道が整備されると使用されなくなった。1970年代には水も流れなくなり、廃河川となった。1980年代には入曽駅付近の旧河道が舗装され狭山市営の自転車置き場として整備されたが、他の場所は旧河道がほとんどそのまま残っている。